# Hochalp
Die Hochalp ist ein 1529 m ü. M. hoher Berg in den Appenzeller Alpen, etwa sechs Kilometer südsüdwestlich von Urnäsch und fünf Kilometer westnordwestlich von der Schwägalp, acht Kilometer Luftlinie vom Säntis entfernt.
Es gibt im Prinzip vier unterschiedlich lange Zugangswege auf die Hochalp: von Westen (Hemberg), von Norden (Urnäsch, Fahrstrasse bis auf etwa 1200 m), von Osten (Gasthaus Rossfall an der Schwägalpstrasse) und von Südosten (Schwägalp, über den Spicher).
Westlich des Hauptgipfels, auf einer Höhe von 1519 m, steht das Berggasthaus Hochalp, das seit den 1920er Jahren in Familienbesitz ist.